# 祖靈之流
《祖靈之流》（英語：《Where The Ancestors' Souls Gathered》）是閃靈組團後發行的第一張創作專輯，於1999年1月11日在台灣西門町的淘兒唱片行首賣。原由Freddy和Doris獨立自組的公司佛銳唱片負責製作發行，2000年後由水晶唱片接手發行業務。
此專輯共收錄九首歌曲。內容以越海三曲為主體，描述台灣先人來台開墾的故事。閃靈組團初期曾翻唱外國知名金屬曲目，亦從事創作，這張專輯即收錄這些早期創作作品。

## 專輯曲目
| 曲序 | 曲目                                                                         | 时长  |
| ---- | ---------------------------------------------------------------------------- | ----- |
| 1.   | 序曲 / Drift Out to Mystery                                                  | 0:42  |
| 2.   | 越海 / Across the Sea                                                        | 4:41  |
| 3.   | 海息/ Breath of Ocean                                                        | 3:16  |
| 4.   | 母島解體‧登基/ Mother Isle Disintegrated, Aboriginal Gods Enthroned          | 9:52  |
| 5.   | 深耕（越海之二）/ Deep Rising                                                | 4:01  |
| 6.   | 燕歌行 / Yen Geh Shin                                                        | 4:55  |
| 7.   | 血雲朵 / Bloody Cloud                                                        | 3:48  |
| 8.   | 聖戰（越海之三） / Holy War (includes hidden track 榆樹街之夢魘 / Nightmare) | 13:58 |
| 9.   | 榆樹街之夢魘                                                                 |       |

## 參與團員
- 主唱、二胡手：Freddy
- 吉他手：大麻
- 鍵盤手：Ambrosia（郎雅玲）
- 貝斯手：Yu（侯淙仁）
- 鼓手：小汪

## 歌詞中的神祇
在閃靈「母島解體‧登基」一曲中，大量的運用台灣原住民傳說中的神祇。以下為歌詞所提到的神祇簡介：
- 庫維特（Kuit na Lazin）：在噶瑪蘭族語言中，Kuit是「鬼」的意思，而Lazin是「海」的意思[2]。
- 西卡如論（Sikazozo）：達悟族傳說中開天闢地的巨神[3]。
- 卡費（Kafit）：阿美族神話中的海神[4]。
- 妮芙努（Nivenu）：鄒族神話中，創造宇宙天地萬物的女神[5]。
- 薩魯曼（Saluman）：噶瑪蘭族習俗中，入山打獵前必須祭拜的山神[6]。
- 阿拉揚（Arajang）：阿美族大地創生神話中的神之子，後來化為了「天」[7]。